# Maria Walewska
Contesa Maria Walewska (n. 7 decembrie 1786 , Brodne lângă Łowicz, Polonia; d. 11 decembrie 1817, Paris) a fost contesă de Ornano, iubita lui Napoleon I cu care a avut un fiu Alexandre Colonna-Walewski.

## Biografie
La vârsta de 18 ani, Maria Łączyńska s-a căsătorit cu contele Anastasius Walewski care avea vârsta de 70 de ani și cu care va avea un fiu născut în anul 1805. În anul 1807 contesa întâlnește la un bal în Varșovia pe Napoleon, respinge încercările de apropiere ale acestuia. Sub presiunea patrioților polonezi și cu încuviințarea soțului ei acceptă să devină amanta lui Napoleon, însoțindu-l 7 ani și fiind numită de soldați „soția poloneză”. Cei mai fericiți ani a petrecut contesa cu Napoleon în castelul Finckenstein din Prusia de vest. Când rămâne însărcinată, Napoleon divorțează de prima lui soție Josefina. Din motive politice însă nu poate să se căsătorească cu o metresă, de acea se va căsători cu Marie Louise fiica împăratului Austriei.
Fiul pe care-l va naște contesa, Alexandre Colonna-Walewski, va deveni ministru de externe în timpul domniei lui Napoleon al III-lea, nepotul lui Napoleon I. Maria Walewska a dorit să-l viziteze pe împărat aflat în exil pe insula Sf. Elena, Napoleon însă refuză să o primească. În anul 1816 Maria Walewska se căsătorește la Brüssel cu contele Philippe-Antoine d'Ornano un văr de al lui Napoleon și a trăit la Liège. Moare din cauza unei litiaze renale la Paris după ce a născut un al treilea fiu.